# Horst Ihlenfeld

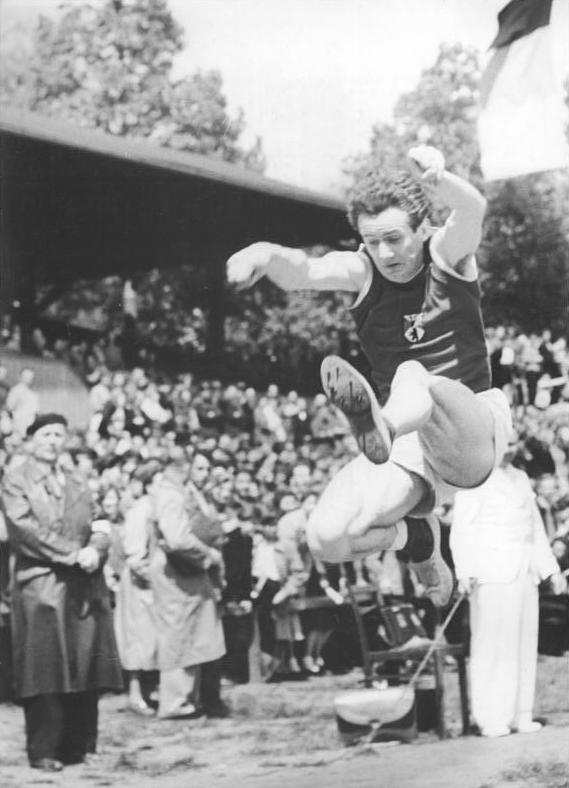
Horst Ihlenfeld am 8. Juni 1955 in Erfurt

Horst Ihlenfeld (* 24. November 1926 in Berlin; † 8. Juni 2007 ebenda) war ein deutscher Leichtathlet aus der Deutschen Demokratischen Republik (DDR), der in den 1950er Jahren dreimal DDR-Meister im Weitsprung war.
1951 wurde Ihlenfeld mit 7,09 m Zweiter bei den DDR-Meisterschaften, zwei Zentimeter hinter Herbert Büsser, 1952 lag er mit 7,03 m hinter Hans Key. 1953 mit 7,18 m, 1954 mit 7,04 m und 1955 mit 7,14 m gewann er den Titel und war auch jeweils der einzige Sieben-Meter-Springer. 1957 sprang er hinter Heinz Auga noch einmal auf den zweiten Platz. Ihlenfeld nahm als Sportstudent dreimal an den U.I.E.-Sportwochen, der Universiade des Ostblocks, teil und belegte 1951 den sechsten und 1953 den dritten Platz. 
Ihlenfeld stellte drei DDR-Rekorde im Weitsprung auf: 1953 sprang er 7,36 m und 7,39 m. 1955 gelang ihm in Budapest ein Sprung von 7,51 m. Zu dieser Zeit stand der gesamtdeutsche Rekord von Luz Long aus dem Jahr 1937 bei 7,90 m. Ihlenfeld war bei DDR-Meisterschaften, insbesondere aber bei DDR-Mannschaftsmeisterschaften auch als Hochspringer aktiv, seine beste Meisterschaftsplatzierung war ein fünfter Platz 1952. Seine Bestleistung von 1,86 m sprang er 1958. Mit der Mannschaft von Einheit Nordost Berlin gewann er von 1951 bis 1954 viermal die DDR-Mannschaftsmeisterschaft.